# Ereunetea subtranslucens
Ereunetea subtranslucens là một loài bướm đêm trong họ Geometridae.